# Municipio de Saratoga (Iowa)
El municipio de Saratoga (en inglés: Saratoga Township) es un municipio ubicado en el condado de Howard en el estado estadounidense de Iowa. En el año 2010 tenía una población de 262 habitantes y una densidad poblacional de 2,6 personas por km².

## Geografía
El municipio de Saratoga se encuentra ubicado en las coordenadas 43°22′58″N 92°22′23″O / 43.38278, -92.37306. Según la Oficina del Censo de los Estados Unidos, el municipio tiene una superficie total de 100.6 km², de la cual 100,58 km² corresponden a tierra firme y (0,02 %) 0,02 km² es agua.

## Demografía
Según el censo de 2010, había 262 personas residiendo en el municipio de Saratoga. La densidad de población era de 2,6 hab./km². De los 262 habitantes, el municipio de Saratoga estaba compuesto por el 100 % blancos. Del total de la población el 0 % eran hispanos o latinos de cualquier raza.